# Tully Bevilaqua
Tully Louise Bevilaqua, z domu Crook (ur. 19 lipca 1972 w Merredin) – australijska koszykarka występująca na pozycji rozgrywającej, reprezentantka kraju, mistrzyni świata, wicemistrzyni olimpijska, od 2023 asystentka trenerki Phoenix Mercury.
3 marca 2023 została asystentką trenerki Phoenix Mercury.

## Osiągnięcia
Na podstawie, o ile nie zaznaczono inaczej.

### WNBA
- Mistrzyni WNBA (2004)
- Wicemistrzyni WNBA (2009)
- Kim Perrot Sportsmanship Award (2007)
- Zaliczona do:
  - I składu defensywnego WNBA (2005, 2006, 2008, 2009)
  - II składu defensywnego WNBA (2007, 2010)

### Inne drużynowe
- Mistrzyni:
  - Australii (WNBL – 1992, 2006, 2007)
  - Węgier (2002)
- Wicemistrzyni Australii (1993, 1999)
- Brązowa medalistka mistrzostw Węgier (2003)
- Uczestniczka rozgrywek:
  - ligi światowej FIBA (2007)
  - Euroligi (2001–2003)

### Inne indywidualne
- Defensywna zawodniczka roku WNBL (WNBL Robyn Maher Medal – 1995, 1996, 1997, 2000)
- Laureatka WNBL Good Hands Award (1997, 1998, 1999, 2000, 2006 – przyznawana liderce WNBL w asystach, przechwytach oraz współczynniku przechwytów do strat)
- Zaliczona do I składu defensywnego WNBL (1995, 1996, 1997, 1998, 2000)
- Liderka:
  - wszech czasów WNBL w liczbie przechwytów (722)
  - WNBL w przechwytach (1997, 1998, 1999, 2000, 2005, 2006, 2008)
  - WNBL w skuteczności rzutów za 3 punkty (2005 – 45%)

### Reprezentacja
- Mistrzyni:
  - świata (2006)
  - Igrzysk Wspólnoty Narodów (Commonwealth Games – 2006)
- Wicemistrzyni:
  - olimpijska (2008)
  - turnieju FIBA Diamond Ball (2008)
- Uczestniczka mistrzostw świata (2006, 2010 – 5. miejsce)